# Hayashi Yū
Hayashi Yū (林 勇 (Dũng Lâm)  sinh ngày 2 tháng 8 năm 1983) là một diễn viên lồng tiếng và ca sĩ người Nhật Bản đến từ tỉnh Kanagawa, hiện đang trực thuộc công ty quản lý Ken Production. Trước đây, anh từng là diễn viên nhí trực thuộc Gekidan Himawari. Hayashi chủ yếu hoạt động trong lĩnh vực lồng tiếng các vai diễn nước ngoài (hay còn gọi là dubbing).
Ngoài công việc lồng tiếng, anh còn là giọng ca chính của ban nhạc Screen Mode, và ban nhạc này hiện đang ký hợp đồng với hãng thu âm Lantis.

## Đời tư
Hayashi đã thông báo trên mạng xã hội chính thức của mình rằng anh đã kết hôn với một người phụ nữ không phải là người nổi tiếng và không hoạt trong ngành giải trí.

## Danh sách các tác phẩm đã lồng tiếng

### Hoạt hình nhiều tập chiếu trên TV
- Ultra Maniac (2003) (Kirishima Yuta)
- Get Ride! AM Driver (2005) (Hans)
- Big Windup! (2007) (Maekawa Toshihiko)
- Stitch! (2009) (Tetsuo)
- JoJo's Bizarre Adventure: Battle Tendency (2012) (Brown Smokey)
- Haikyu!! – Chàng khổng lồ tí hon (2014) (Tanaka Ryūnosuke)[2]
- Love Stage!! (2014) (Thầy Saotome)
- Kuroko – Tuyển thủ vô hình (2015) (Ogiwara Shigehiro)[3]
- Haikyū!! Mùa 2 (2015) (Tanaka Ryūnosuke)
- Big Order (2016) (Sundan Ayahito)[4]
- Văn hào lưu lạc (2016) (Michizō Tachihara)
- Cheer Boys!! (2016) (Tōno Kōji)[5]
- Mob Psycho 100 (2016) (Edano Tsuyoshi)
- Haikyū!! Mùa 3 (2016) (Tanaka Ryūnosuke)
- Banana Fish (2018) (Dawson Abraham)
- Muhyo & Roji's Bureau of Supernatural Investigation (2018-2020) (Jirō "Roji" Kusano)[6]
- YU-NO: A Girl Who Chants Love at the Bound of this World (2019) (Arima Takuya)[7]
- Haikyū!! TO THE TOP (2020) (Tanaka Ryūnosuke)
- Chú thuật hồi chiến (2020) (Takuma Ino)
- Tokyo Revengers (2021) (Manjirō "Mikey" Sano)[8]
- Vinland Saga Mùa 2 (2023) (Olmar)[9]
- Yu-Gi-Oh! Go Rush!! (2023) (Ryugu Tremolo)[10]
- Tokyo Revengers: Christmas Showdown (2023) (Manjirō "Mikey" Sano)
- Paradox Live the Animation (2023) (Kanbayashi Yohei)[11]
- Tower of God Mùa 2 (2024) (Dan Edin)[12]
- Your Forma (2025) (Benno)[13]

### Phim hoạt hình chiếu rạp
- Memories (1995) (Cậu bé)
- Mobile Suit Gundam: Cucuruz Doan's Island (2022) (Rashica Danan) [14]
- Haikyu!! The Dumpster Battle (2024) (Tanaka Ryūnosuke)

### Trò chơi điện tử
- Heart of Darkness (1998) (Andy)
- Imabikisō (2007) (Makimura Hiroki)
- Kingdom Hearts II (2005) (Peter Pan)
- Kingdom Hearts Birth by Sleep (2011) (Peter Pan)
- Kingdom Hearts RE:Chain of Memories (2007) (Peter Pan)
- Judgment (2018) (Hoshino Issei)
- Mr Love: Queen's Choice (2019) (Kanya)
- Lost Judgment (2021) (Hoshino Issei)
- Final Fantasy Type-0 (2011) (Enra)
- Octopath Traveler II (2023) (Ritsu) [15]
- Zenless Zone Zero (2024) (Billy The Kid) [16]

### Lồng tiếng các vai diễn nước ngoài

#### Live-action
- Shia LaBeouf
  - Even Stevens (Louis Anthony Stevens)
  - The Nightmare Room (Dylan Pierce) (Phần 2: "Scareful What You Wish For")
  - Holes (Stanley Yelnats)
  - Disturbia (Kale Brecht)[17]
- Alvin siêu quậy (Theodore) (Thay thế cho Jesse McCartney)[18]
- Alvin and the Chipmunks: The Squeakquel (Theodore) (Thay thế cho Jesse McCartney)[19]
- Alvin and the Chipmunks: Chipwrecked (Theodore) (Thay thế cho Jesse McCartney)[20]
- Alvin and the Chipmunks: Sóc chuột du hí (Theodore)[21]
- The Amityville Horror (Billy Lutz (Jesse James))[22]
- Beethoven (Ted Newton (Christopher Castile))[23]
- Cory in the House (Newton "Newt" Livingston III (Jason Dolley))
- E.T. the Extra-Terrestrial (2002 DVD edition) (Michael (Robert MacNaughton))[24]
- Fun Size (Roosevelt Leroux (Thomas Mann))[25]
- Gentlemen Broncos (Benjamin Purvis (Michael Angarano))[26]
- Good Luck Charlie (PJ Duncan (Jason Dolley))
- Home Alone 2: Lost in New York (TV Asahi edition) (Kevin McCallister (Macaulay Culkin))
- Justin Bieber: Never Say Never (Justin Bieber)
- Kindergarten Cop (1995 TV Asahi edition) (Dominic (Christian and Joseph Cousins))[27]
- My Girl (TV Asahi edition) (Thomas J. Sennett (Macaulay Culkin))
- My Soul to Take (Alex Dunkelman (John Magaro))[28]
- Okja (Jay (Paul Dano))
- Overlord (Private First Class Lyle Tibbet (John Magaro))[29]
- Percy Jackson & kẻ cắp tia chớp (Grover Underwood (Brandon T. Jackson))[30]
- Percy Jackson: Biển quái vật (Grover Underwood (Brandon T. Jackson))[31]
- The Perks of Being a Wallflower (Charlie Kelmeckis (Logan Lerman))[32]
- Ngày thanh trừng (Charlie Sandin (Max Burkholder))[33]
- Shazam! (Bản điện ảnh 2021) (Billy Batson (Asher Angel))[34]
- Thị trấn Smallville (Pete Ross (Sam Jones III))[35]
- A Thousand Words (Aaron Wiseberger (Clark Duke))[36]
- Yogi Bear (Boo-Boo Bear (Justin Timberlake))[37]

#### Anime
- 101 Dalmatian Street (Dylan)
- Bambi (Bambi hồi trẻ)
- House of Mouse (Peter Pan)
- Jellystone! (Boo Boo)[38]
- Nàng tiên cá 2: Trở về biển cả (Anh chàng đẹp trai)
- The New Adventures of Winnie the Pooh (Christopher Robin)
- Rated A for Awesome (Lester "Les" Awesome)
- Return to Never Land (Peter Pan)[39]
- Đại tiệc xúc xích (Barry)[40]
- South Park (Kyle Broflovski (FOX dub) (Matt Stone))
- Steven Universe (Steven)[41]

#### Lồng tiếng Nhật Bản
- Peter Pan's Flight (Peter Pan)

#### Dự án đa phương tiện
- Paradox Live (2019) (Kanbayashi Yohei)
- Fragaria Memories (2023) (Merold)[42]
- From Argonavis (2023) (Tennoji Ryusuke)